# Siergiej Puszkariow
Siergiej Filippowicz Puszkariow (ros. Сергей Филиппович Пушкарёв, ur. 7 listopada?/20 listopada 1902 we wsi Lubickoje w obwodzie saratowskim, zm. 8 września 1976 w Mińsku) – radziecki wojskowy, generał major wojsk pancernych, Bohater Związku Radzieckiego (1944).

## Życiorys
Skończył szkołę drugiego stopnia, od maja 1924 służył w armii, w 1932 ukończył kursy przy Zjednoczonej Szkole Wojskowej im. WCIK w Moskwie, dowodził kompanią piechoty, w styczniu 1936 został szefem sztabu batalionu i naczelnikiem szkoły pułkowej. Od stycznia 1939 był dowódcą batalionu, później wykładowcą w szkole piechoty w Mińsku, po ataku Niemiec na ZSRR uczestniczył w ewakuacji szkoły i został pomocnikiem szefa wydziału w 2 Uljanowskiej Szkole Wojsk Pancernych im. Kalinina. Od lipca 1942 brał udział w wojnie z Niemcami jako szef sztabu 213 Samodzielnej Brygady Pancernej 20 Armii Frontu Zachodniego, uczestniczył w operacji rżewsko-syczewskiej i operacji Mars, w 1943 skończył przyśpieszone kursy akademickie przy Wyższej Wojskowej Akademii Wojsk Pancernych i Zmechanizowanych Armii Czerwonej im. Stalina i został dowódcą 39 Samodzielnego Pułku Pancernego 38 Armii Frontu Stepowego/Woroneskiego/1 Ukraińskiego. Brał udział w operacji biełgorodzko-charkowskiej, bitwie o Dniepr, forsowaniu Desny i Dniepru i wyzwoleniu Kijowa, był kontuzjowany. W grudniu 1943 został dowódcą 150 Samodzielnej Brygady Pancernej na 1 Froncie Ukraińskim, uczestniczył w operacji żytomiersko-berdyczowskiej, rówieńsko-łuckiej, proskurowsko-czerniowieckiej, lwowsko-sandomierskiej, sandomiersko-śląskiej i dolnośląskiej oraz w uchwyceniu przyczółka sandomierskiego. 27 kwietnia 1945 objął dowództwo 6 Gwardyjskiego Korpusu Zmechanizowanego 4 Armii Pancernej Gwardii 1 Frontu Ukraińskiego, brał udział w operacji berlińskiej i praskiej, 27 czerwca 1945 otrzymał stopień generała majora wojsk pancernych, po wojnie dowodził dywizją w Centralnej Grupie Wojsk, od sierpnia 1948 do maja 1949 był zastępcą dowódcy dywizji pancernej w Grupie Wojsk Radzieckich w Niemczech. W 1950 ukończył Wyższe Kursy Akademickie przy Wyższej Akademii Wojskowej im. Woroszyłowa i został naczelnikiem Uljanowskiej Gwardyjskiej Szkoły Pancernej, w lutym 1960 zakończył służbę wojskową.

## Odznaczenia
- Złota Gwiazda Bohatera Związku Radzieckiego (10 stycznia 1944)
- Order Lenina (dwukrotnie - 1944 i 1949)
- Order Czerwonego Sztandaru (trzykrotnie - 1943, 1944 i 1954)
- Order Suworowa II klasy (1944)
- Order Kutuzowa II klasy (1945)
- Order Krzyża Grunwaldu III klasy (Polska Ludowa)
- Order Virtuti Militari III klasy (Polska Ludowa)
- Medal za Odrę, Nysę, Bałtyk (Polska Ludowa)
- Krzyż Wojenny Czechosłowacki 1939 (Czechosłowacja, dwukrotnie)

I medale ZSRR.